# آماندا دلارا
آماندا دلارا نیکمن (نروژی: Amanda Delara Nikman؛ زادهٔ ۱۹۹۷) که با نام دلارا شناخته می‌شود، خوانندهٔ پاپ و آراندبی ایرانی-نروژی زادهٔ سوئد است. پدر و مادر او مهاجران ایرانی ساکن در نروژ هستند.
دلارا نخستین تک‌آهنگ خود با نام «کاغذِ کاغذی» را در مارس ۲۰۱۷ تحت برچسب جی‌آر: اودابلیو رکوردز منتشر کرد. این تک‌آهنگ، هم در ایالات متحده و هم در سطح جهانی به ۲۰ ترانهٔ برتر اسپاتیفای وایرال صعود کرد. او نخستین آلبوم چندآهنگهٔ خود با نام شورشی را در ژوئیهٔ همان سال همراه با تک‌آهنگ‌های «درهمز» و «نسل جدید» منتشر کرد. دلارا در همان سال نامزد دریافت جایزهٔ پی۳ گال در گروه تازه‌وارد برتر سال شد.
در نوامبر ۲۰۱۸، او آلبوم چندآهنگهٔ دیگری با نام به‌سوی اعماق را منتشر کرد که به‌واسطهٔ این آلبوم و همچنین تک‌آهنگ «سربازان»، نامزد دریافت جایزهٔ اسپلمن ۲۰۱۸ در کلاس هنرمند پاپ برتر سال شد. او همچنین برای ترانهٔ «اکنون نوبت ماست» نامزد دریافت جایزهٔ پی۳ گال ۲۰۲۰ برای ترانهٔ برتر سال شد.

## ترانه‌شناسی

### آلبوم‌های چندآهنگه
- شورشی (۲۰۱۷)
- به‌سوی اعماق (۲۰۱۸)
- قطعه‌ای کوچک از نروژ (۲۰۲۰)
- ساعت (۲۰۲۱)